# Малетти, Пьетро
Пье́тро Мале́тти (итал. Pietro Maletti; 1880—1940) — итальянский военачальник, участник Первой и Второй мировых войн, а также ряда других военных конфликтов с участием Италии. Кавалер высшей награды фашистской Италии за подвиг на поле боя — золотой медали «За воинскую доблесть» (1940, посмертно).

## Биография
Родился 24 мая 1880 года в Кастильоне-делле-Стивьере, провинция Ломбардия, Королевство Италия.
В 1898 году поступил добровольцем на военную службу в итальянскую Королевскую армию.
В 1904 году был принят в Военную академию города Модены.
В 1909 году произведён в чин поручика, а в 1914 году повышен в чине до капитана.
Участвовал в Первой мировой войне 1914—1918 годов; в 1917 году был произведён в чин майора.
С августа 1917 по ноябрь 1926 годов нёс военную службу в Итальянской Ливии; в 1926 году был произведён в чин подполковника.
В ноябре 1926 — июле 1927 годов находился в Италии.
С июля 1927 по май 1934 годов снова нёс военную службу в Итальянской Ливии, участвовал в подавлении вооружённого сопротивления ливийцев итальянским колонизаторам; в 1931 году был произведён в чин полковника.
В мае 1934 — январе 1935 годов находился в Италии.
В январе 1935 года переведён в Итальянское Сомали, где принял командование 1-м арабо-сомалийским дивизионом.
Участвовал в Итало-эфиопской войне 1935—1936 годов на Южном фронте итальянских войск, командуя 1-м арабо-сомалийским дивизионом; в 1936 году был произведён в чин бригадного генерала.
С апреля 1937 по 1939 год П. Малетти — командир 2-й туземной бригады в Итальянской Восточной Африке. Вице-король Эфиопии, главный губернатор Итальянской Восточной Африки, командир 11-го армейского корпуса, Маршал Италии Р. Грациани в ответ на предполагаемое участие духовенства в эфиопском движении Сопротивления приказал расстрелять монахов известного эфиопского монастыря Дебре-Либанос. Осуществление этой акции 19 мая 1937 года было поручено Малетти, который получил по телеграфу лаконичный приказ: «Расстрелять всех монахов, пребывающих в монастыре». Испугавшись политических последствий, которые могла вызвать такая расправа в почти святом для многих эфиопов монастыре, Малетти, по-видимому, послал Грациани запрос: правильно ли он понял приказ. 24 мая Грациани вновь ему телеграфировал: «Подтверждаю полную ответственность монастыря Дэбрэ-Либанос. Приказываю вашему превосходительству сразу же расстрелять всех монахов в Дэбрэ-Либаносе. Подтвердить словами — полная ликвидация». В конце мая 1937 года в Дебре-Либаносе приговор был приведён в исполнение: было расстреляно 320 монахов (по другим сведениям — 297 монахов и 23 мирянина-паломника — всё население монастыря Дебре-Либанос).
С 1939 года по июнь 1940 года П. Малетти — командир 28-й пехотной дивизии «Аоста» в городе Палермо (провинция Палермо, область Сицилия).
В июне 1940 года Малетти был возвращён в Итальянскую Ливию, где принял командование специальной группировкой итальянских механизированных войск, получившей его имя («Группировка Малетти»; Raggruppamento Maletti) (включала 6 механизированных пехотных батальонов колониальных войск, укомплектованных ливийцами, общей численностью 2500 чел. и 2 танковых батальона при 35 танкетках модели L3/35 и 35 средних танках модели M11/39), в составе Королевского корпуса колониальных войск Ливии (Regio Corpo Truppe Coloniali della Libia). Во главе этой группировки войск П. Малетти принял участие в Северо-Африканских кампаниях 1940—1943 годов, в частности, в наступлении итальянских войск 13—16 сентября 1940 года из восточной части Киренаики (Итальянская Ливия) на Египет.
9 декабря 1940 года во время контрнаступления англо-индо-австралийских войск в Египте П. Малетти был убит в ходе обороны занимаемого «Группировкой Малетти» укреплённого лагеря Алэм-эль-Нэбийвуа (в районе города Сиди-Баррани) либо, будучи застигнутым врасплох, выходя из своего убежища, либо, не будучи застигнутым врасплох, нацеливая огонь взвода 47-мм противотанковых пушек модели 47/32 в северном секторе укреплённого лагеря; «Группировка Малетти» была уничтожена, в плен сдалось 4 тыс. итальянских военных (большинство из них — ливийцы из колониальных войск).
Из представления Малетти к награде:

Comandante di un raggruppamento di truppe libiche, attaccato da forze corazzate preponderanti, con incrollabile fermezza ed imperturbabile calma disponeva i propri reparti alla resistenza, presente ove più ferveva la lotta e maggiormente imperversava il fuoco. Ferito, mentre dall’alto di un autocarro impartiva ordini e dirigeva il fuoco sui mezzi nemici irrompenti nelle nostre linee, continuava nella sua azione di comando, acconsentendo, soltanto dopo vive insistenze, a farsi sommariamente medicare. Colpito una seconda volta si abbatteva al suolo agonizzante, e, pur presentendo imminente la fine, al suo capo di stato maggiore, accorso al suo fianco per soccorrerlo, ordinava di non curarsi della sua persona, ma di provvedere all’estrema resistenza e di contrattaccare alla baionetta appena esaurite le munizioni. Combattente di quattro guerre, più volte decorato al valore, chiudeva in tal modo la sua nobile esistenza, tutta dedita alla sua missione di soldato, aperta alla voce del dovere e del sacrificio, dedicata al culto della Patria.
Alam el Nibeiwa (Egitto), 9 dicembre 1940.

## Награды
- Золотая медаль «За воинскую доблесть» (1940 г., посмертно)